# Championnats d'Asie de tir à l'arc 2017
Navigation
Édition précédente Édition suivante
Les championnats d'Asie de tir à l'arc 2017 sont une compétition sportive de tir à l'arc qui est organisée en 2017 à Dhaka, au Bangladesh. Il s'agit de la 20e édition des championnats d'Asie de tir à l'arc.

## Résultats

### Classique
| Épreuves          | Or                                                  | Argent                                                  | Bronze                                                                    |
| ----------------- | --------------------------------------------------- | ------------------------------------------------------- | ------------------------------------------------------------------------- |
| Individuel hommes | Lee Seung-yun                                       | Yuki Kawata                                             | Wang Dapeng                                                               |
| Individuel femmes | Lee Eun-gyeong                                      | Choi Min-seon                                           | Ki Bo-bae                                                                 |
| Par équipe hommes | Corée du Sud Lee Seung-yun Lee Woo-seok Kim Jong-ho | Inde Yashdev Jayanta Talukdar Atanu Das                 | Malaisie Muhammad Akmal Nor Hasrin Khairul Anuar Mohamad Haziq Kamaruddin |
| Par équipe femmes | Corée du Sud Ki Bo-bae Lee Eun-gyeong Choi Min-seon | Taipei chinois Lin Chia-en Peng Chia-mao Chang Rong-jia | Chine Li Jiaman Li Xinxin Na Lv                                           |
| Par équipe mixte  | Corée du Sud Choi Min-seon Kim Jong-ho              | Japon Chinatsu Kubara Hiroki Muto                       | Viêt Nam Loc Thi Dao Chu Duc Anh                                          |

### À poulie
| Épreuves          | Or                                                 | Argent                                            | Bronze                                                    |
| ----------------- | -------------------------------------------------- | ------------------------------------------------- | --------------------------------------------------------- |
| Individuel hommes | Abhishek Verma                                     | Kim Jong-ho                                       | Hong Sung-ho                                              |
| Individuel femmes | Song Yun-soo                                       | Choi Bo-min                                       | Jyothi Surekha Vennam                                     |
| Par équipe hommes | Corée du Sud Choi Yong-hee Kim Jong-ho Kim Taeyoon | Inde Abhishek Verma Gurwinder Singh Rajat Chauhan | Taipei chinois Pan Yu-ping Weng I-cheng Yang Cheng-hsiung |
| Par équipe femmes | Inde Parveena Trisha Deb Jyothi Surekha Vennam     | Corée du Sud Choi Bo-min Song Yun-soo So Chaewon  | Iran Geesa Byobordy Parisa Baratchi Fereshteh Ghorbani    |
| Par équipe mixte  | Corée du Sud So Chaewon Kim Jong-ho                | Inde Jyothi Surekha Vennam Abhishek Verma         | Kazakhstan Diana Makarchuk Akbarali Karabayev             |

### Tableau des médailles
| Rang  | Nation         | Or | Argent | Bronze | Total |
| ----- | -------------- | -- | ------ | ------ | ----- |
| 1     | Corée du Sud   | 8  | 4      | 2      | 14    |
| 2     | Inde           | 2  | 3      | 1      | 6     |
| 3     | Japon          | 0  | 2      | 0      | 2     |
| 4     | Taipei chinois | 0  | 1      | 1      | 2     |
| 5     | Chine          | 0  | 0      | 2      | 2     |
| 6     | Malaisie       | 0  | 0      | 1      | 1     |
| 6     | Viêt Nam       | 0  | 0      | 1      | 1     |
| 6     | Iran           | 0  | 0      | 1      | 1     |
| 6     | Kazakhstan     | 0  | 0      | 1      | 1     |
| Total | Total          | 10 | 10     | 10     | 30    |